# 天啓 (徐寿輝)
天啓（てんけい）は中国・元末に天完（宋ともいう）政権を樹立した徐寿輝が建てた私年号。1358年旧8月 - 1359年旧3月。（1355年、1359年改元説もある）
元年、末年については史書、研究書により異説が多く、定説が固まっていない。陳友諒が建てたとする説もある。

## 西暦・干支との対照表
| 天啓 | 元年   | 2年    |
| 西暦 | 1358年 | 1359年 |
| 干支 | 戊戌   | 己亥   |